# پروتاسوو
پروتاسوو (به لاتین: Protasovo) یک منطقهٔ مسکونی در روسیه است که در سرزمین آلتای واقع شده‌است.